# Семипольський сільський округ
Семипо́льський сільський округ (каз. Семиполка ауылдық округі, рос. Семипольский сельский округ) — адміністративна одиниця у складі району Шал-акина Північноказахстанської області Казахстану. Адміністративний центр — село Семиполка.
Населення — 914 осіб (2021; 1769 у 2009, 2551 у 1999, 4009 у 1989).
Станом на 1989 рік існували Семипольська сільська рада (села Балуан, Семиполка) та Ступинська сільська рада (села Жалтир, Остаган, Ступинка). 2013 року до складу сільського округу увійшов ліквідований Ступинський сільський округ, окрім село Жалтир — передане до складу Городецького сільського округу.

## Склад
До складу округу входять такі населені пункти:
| Населений пункт | Старі назви | Населення, осіб (1989) | Населення, осіб (1999) | Населення, осіб (2009) | Населення, осіб (2021) |
| --------------- | ----------- | ---------------------- | ---------------------- | ---------------------- | ---------------------- |
| Балуан, село    | -           | 678                    | 562                    | 295                    | 40                     |
| Остаган, село   | -           | 534                    | 335                    | 200                    | 125                    |
| Семиполка, село | -           | 1936                   | 1308                   | 928                    | 522                    |
| Ступинка, село  | -           | 861                    | 574                    | 346                    | 227                    |